# Zuidhoekstervaart
De Zuidhoekstervaart (Bildts en officieel: Súdhoekster Faart) is een kanaal in de gemeente Waadhoeke in de Nederlandse provincie Friesland.
De Zuidhoekstervaart loopt van de kruising met de Zuidervaart (Súdderfaart) en de Blikvaart (Blikfeart) ten zuiden van Sint Annaparochie in oostelijke richting.  Het kanaal buigt licht in zuidoostelijke richting naar de Súdhoekstermiddelweg. In de Hogedijksterpolder buigt het kanaal naar het noorden en eindigt bij Vrouwbuurtstermolen in de Ouwe Rij. Het kanaal maakt deel uit van de route van de Elfstedentocht. Bij Vrouwbuurtstermolen sloten vijf rijders in 1956 het zogenaamde Pact van Vrouwbuurstermolen, waarbij zij afspraken gelijktijdig over de finish in Leeuwarden te zullen gaan. Zij werden alle vijf gediskwalificeerd.
Zwette · Stadsgracht (Sneek) · Geeuw · Wijddraai · Wijde Wijmerts · Nauwe Wijmerts · Noorder Ee · Ee (Woudsend) · Slotermeer · Slotergat · Slotermeer · Luts · Van Swinderenvaart · Spookhoekstervaart · Rijstervaart · Oud-Karre · Johan Frisokanaal · Morra · Johan Frisokanaal · Noorderdijkvaart · Het Wijd · De Gronzen · Indijk · Zijlroede (Hindeloopen) · Oude Oostervaart · Dijkvaart · Horsa · Burevaart · Diepe Dolte · Workumertrekvaart · Het Kruiswater · Stadsgracht (Bolsward) · Witmarsumervaart · Harlingervaart · Bolswardervaart · Zuidoostersingel · Noordoostersingel · Noordergracht (Harlingen) · Van Harinxmakanaal · Sexbierumervaart · Noordergracht (Franeker) · Dongjumervaart · Ried · Berlikumerwijd · Moddergat · Wierzijlsterrak · Blikvaart · Zuidhoekstervaart · Ouwe Rij · Leistervaart · Finkumervaart · Dokkumer Ee · Het Kleindiep · Dokkumer Ee · Oudkerkstervaart · Murk · Ouddeel · Bonkevaart (finish)